# 獾似颈吸虫
獾似颈吸虫（学名：Isthmiophora melis）为棘口科似颈属的动物。分布于俄罗斯、罗马尼亚以及中国大陆的北京等地，营寄生生活，终末宿主家狗、刺猬、家猫、兔、加拿大水獭、水獭、貂、獾、鼬、黄鼠狼、北美水貂、猪以及寄生于肠中。